# Eugenia acunai
Eugenia acunai là một loài thực vật thuộc họ Myrtaceae. Đây là loài đặc hữu của Cuba.